# Beatles-láz
A Beatles láz a Hungária 1978-ban felvett, de csak 1997-ben kiadott stúdióalbuma, hivatalosan a harmadik nagylemeze. Az együttes felvételei 1978-ban készültek, ekkor a zenekar a Beatles-hez hasonló zenét játszott.

## Dalok
1. Ez minden, amit adhatok
2. I want to hold your hand
3. Több, mint 15 éve
4. A hard day's night
5. Magányos éjjel
6. Csak 16 éven felülieknek
7. A day in the life/Because
8. Tudod-e, miért?
9. She loves you/I should have known better
10. Drága kis barátnőnk
11. Rock and roll verseny
12. Visszatért a múlt

## Közreműködött
- Fenyő Miklós – ének, ritmusgitár, billentyűsök, vokál
- Kékes Zoltán – gitárok, vokál
- Sípos Péter – basszusgitár, vokál
- Szikora Róbert – ének, dobok, vokál